# Seznam nejvyšších obytných budov světa
Toto je seznam nejvyšších obytných (rezidenčních) budov světa. Zahrnuje budovy, které jsou z více než 85 % využívány jako bytové.

## Seznam
Seznam je aktuální k roku 2020.
| Pořadí | Budova                       | Město      | Stát                    | Výška [m] | Podlaží | Rok dokončení |
| ------ | ---------------------------- | ---------- | ----------------------- | --------- | ------- | ------------- |
| 1.     | Central Park Tower           | New York   | Spojené státy americké  | 472,4     | 98      | 2020          |
| 2.     | 111 West 57th Street         | New York   | Spojené státy americké  | 435,3     | 82      | 2020          |
| 3.     | 432 Park Avenue              | New York   | Spojené státy americké  | 425,5     | 96      | 2015          |
| 4.     | Marina 101                   | Dubaj      | Spojené arabské emiráty | 425       | 101     | 2017          |
| 5.     | Princess Tower               | Dubaj      | Spojené arabské emiráty | 414       | 101     | 2012          |
| 6.     | 23 Marina                    | Dubaj      | Spojené arabské emiráty | 392       | 90      | 2012          |
| 7.     | World Trade Center Abu Dhabi | Abú Dhabí  | Spojené arabské emiráty | 382       | 92      | 2014          |
| 8.     | Elite Residence              | Dubaj      | Spojené arabské emiráty | 381       | 91      | 2012          |
| 9.     | Il Primo Tower 1             | Dubaj      | Spojené arabské emiráty | 356       | 79      | 2022          |
| 10.    | Marina Torch                 | Dubaj      | Spojené arabské emiráty | 352       | 80      | 2011          |
| 11.    | Neva Towers 2                | Moskva     | Rusko                   | 345       | 79      | 2020          |
| 12.    | Haeundae LCT The Sharp       | Busan      | Jižní Korea             | 339,1     | 85      | 2019          |
| 13.    | DAMAC Heights                | Dubaj      | Spojené arabské emiráty | 335       | 88      | 2018          |
| 14.    | Haeundae LCT The Sharp       | Busan      | Jižní Korea             | 333,1     | 85      | 2019          |
| 15.    | AMA Tower                    | Dubaj      | Spojené arabské emiráty | 333       | 65      | 2021          |
| 16.    | Q1                           | Gold Coast | Austrálie               | 322       | 80      | 2005          |
| 17.    | Palais Royale                | Bombaj     | Indie                   | 320       | 88      | 2018          |
| 18.    | HHHR Tower                   | Dubaj      | Spojené arabské emiráty | 317       | 72      | 2009          |

### Galerie

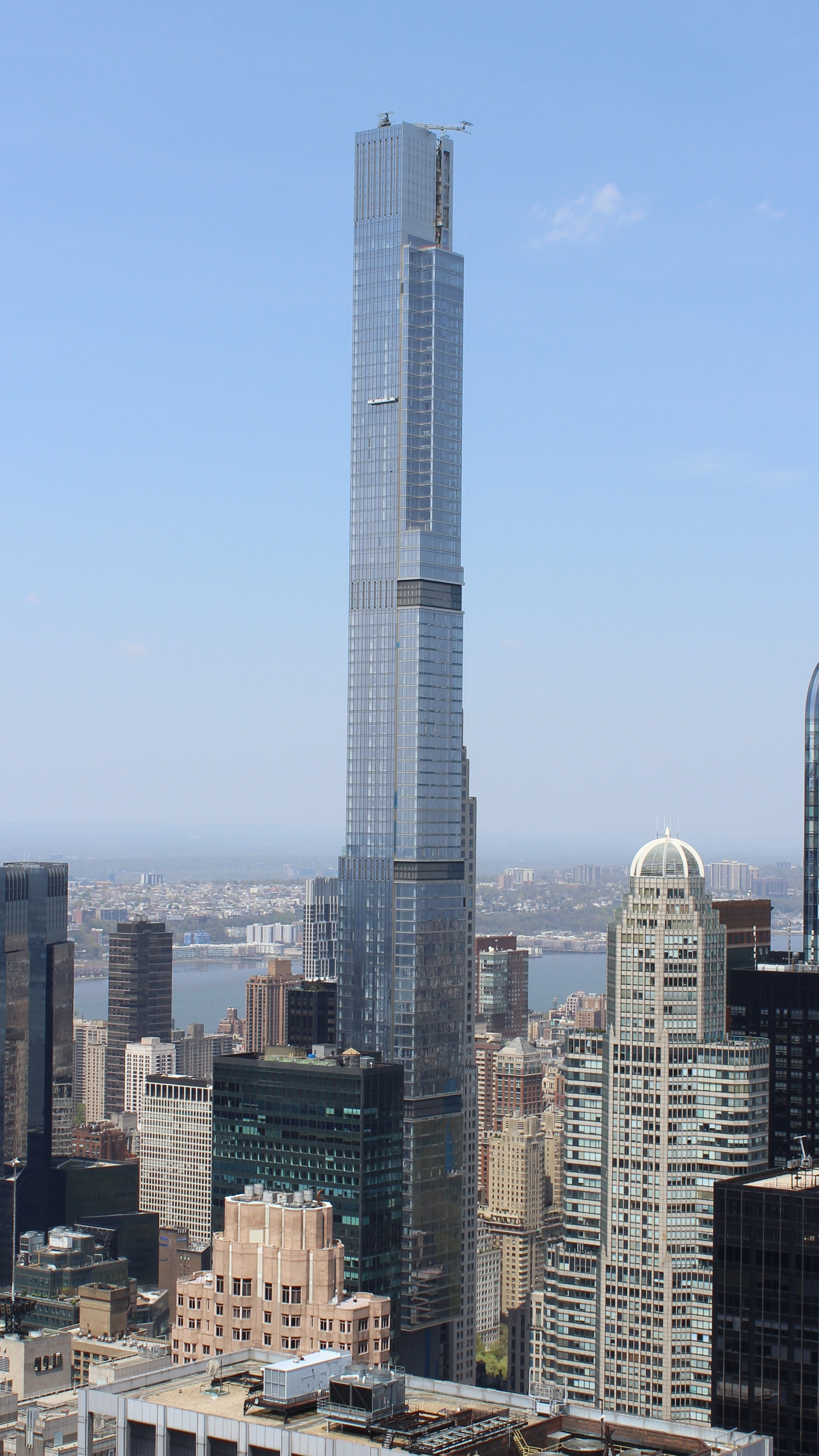
1. Central Park Tower
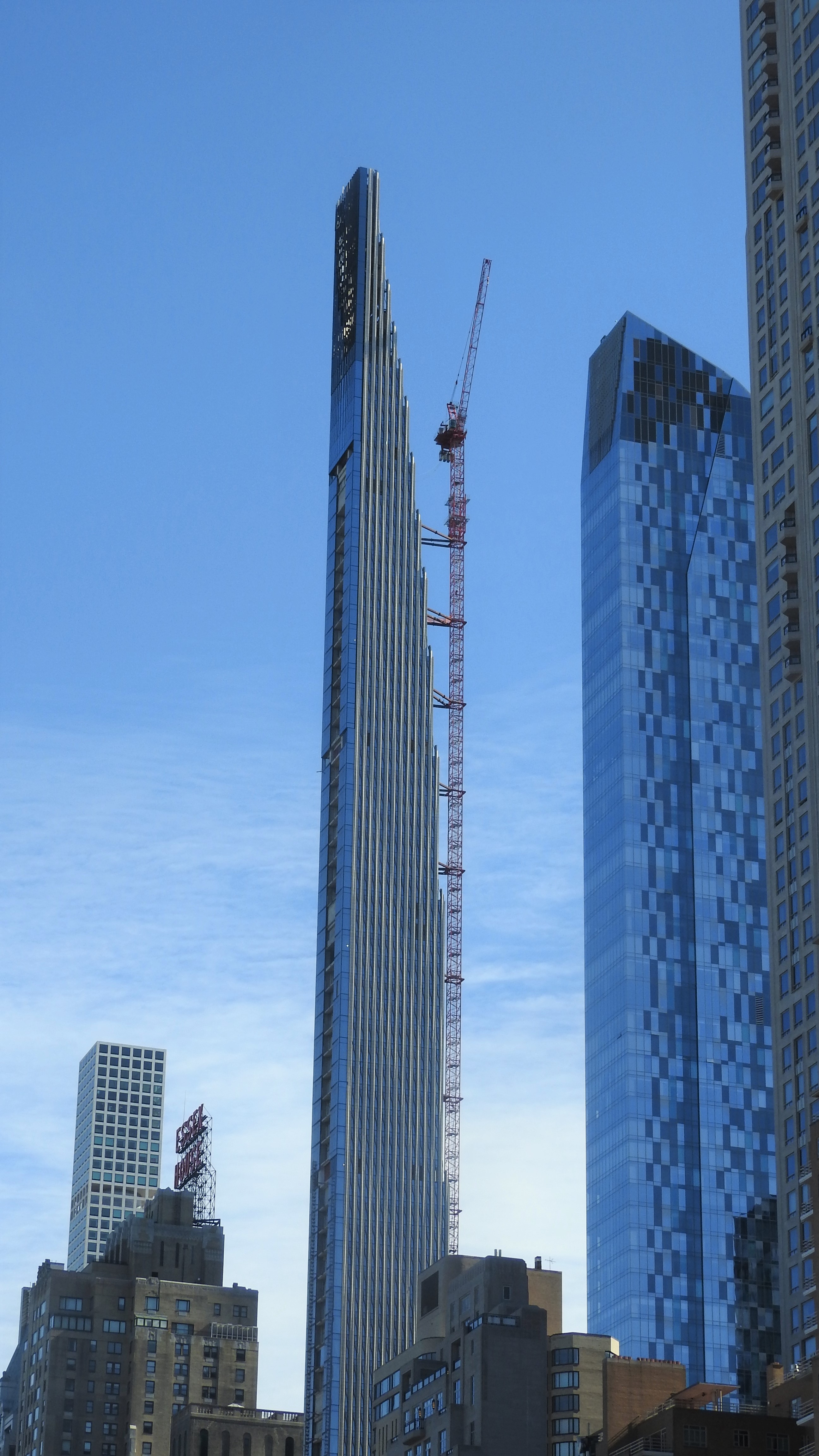
2. 111 West 57th Street
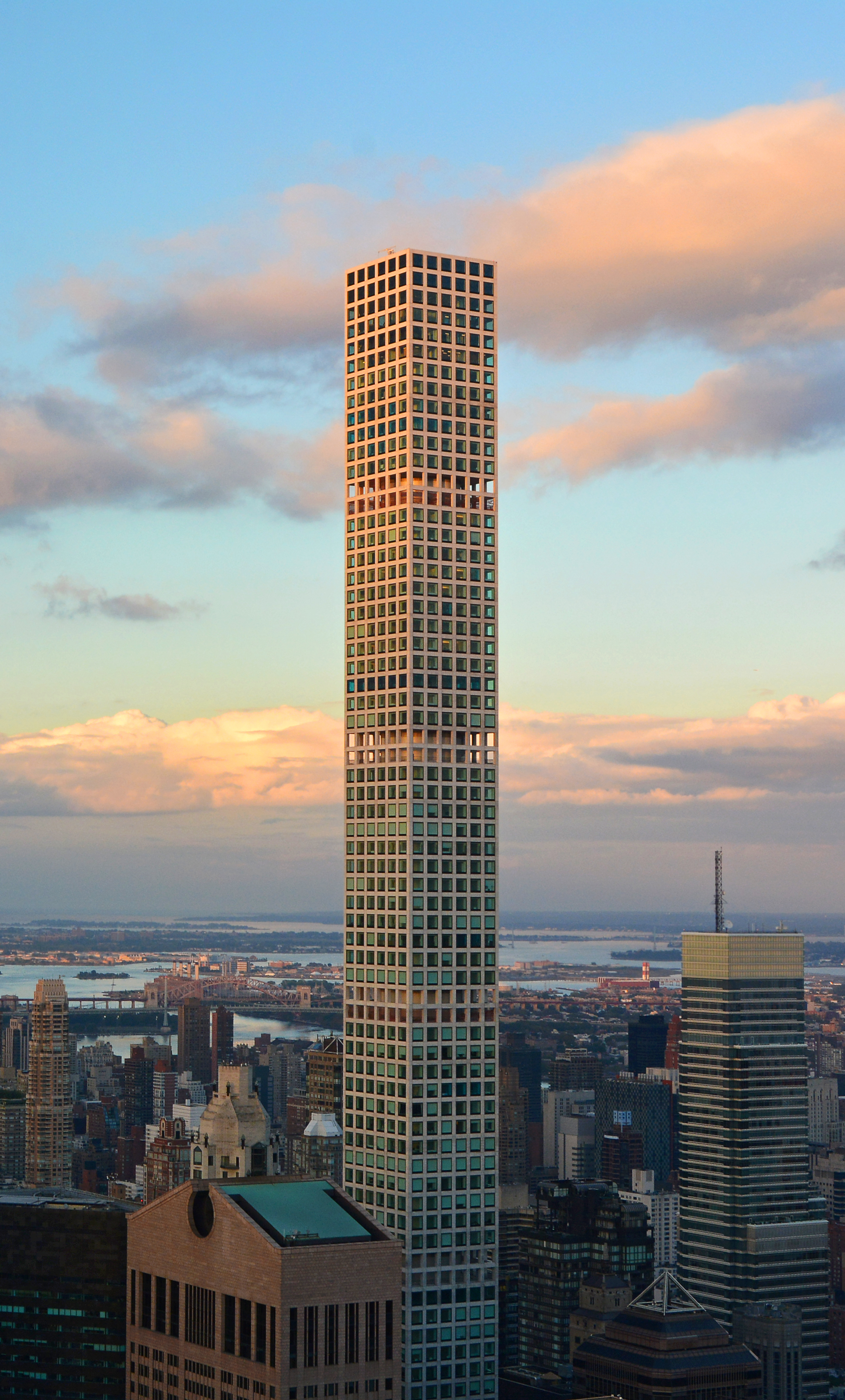
3. 432 Park Avenue